# 革命家
革命家（かくめいか、英: revolutionary）は、政治的、社会的な革命を遂行するために力を尽くす者。漸進的で穏健な社会変革を目指す改革派（英: reformist）とは方法論において対をなす。
一般に肯定的な意味合いの用語であり、同じ人物でも保守や反対派からはテロリストと否定的に呼ばれることもある。この反対派に対する否定的な呼称は、反革命、反動となる。

## 世界の著名な革命家

### ヨーロッパ
- ナポレオン・ボナパルト
- マクシミリアン・ロベスピエール
- アルミニウス (ゲルマン人)
- アリヤ・イゼトベゴヴィッチ
- フリードリヒ・エンゲルス
- アントニオ・グラムシ
- オリバー・クロムウェル
- クン・ベーラ
- マイケル・コリンズ
- ヨシップ・ブロズ・チトー
- ゲオルギ・ディミトロフ
- アレクサンデル・ドゥプチェク
- ブエナベントゥラ・ドゥルティ
- グラキュース・バブーフ
- アドルフ・ヒトラー
- フィリッポ・ブオナロッティ
- ルイ・オーギュスト・ブランキ
- エンヴェル・ホッジャ
- ジュゼッペ・マッツィーニ
- エッリコ・マラテスタ
- カール・マルクス
- ベニート・ムッソリーニ
- カール・リープクネヒト
- ローザ・ルクセンブルク
- ユゼフ・ピウスツキ

### ロシア帝国・ソビエト連邦
- セルゲイ・キーロフ
- ピョートル・クロポトキン
- ボリス・サヴィンコフ（ロープシン）
- ヨシフ・スターリン
- マリア・スピリドーノワ
- ヴィクトル・チェルノフ
- レフ・トロツキー
- セルゲイ・ネチャーエフ
- ミハイル・バクーニン
- ネストル・マフノ
- ユーリー・マルトフ
- ウラジーミル・レーニン

### アメリカ州
- ハコボ・アルベンス・グスマン
- アグスティン・デ・イトゥルビデ
- ビクトル・パス・エステンソロ
- ダニエル・オルテガ
- フィデル・カストロ
- ラウル・カストロ
- アビマエル・グスマン
- チェ・ゲバラ
- エミリアーノ・サパタ
- アウグスト・セサル・サンディーノ
- フアン・ホセ・トーレス
- パンチョ・ビリャ
- カルロス・フォンセカ
- ルイス・カルロス・プレステス
- フアン・ベラスコ・アルバラード
- アビー・ホフマン
- フランシスコ・マデロ
- カルロス・マリゲーラ
- アグスティン・ファラブンド・マルティ
- ホセ・マルティ
- マヌエル・マルランダ
- トゥーサン・ルーヴェルチュール
- シモン・ボリバル
- エドワード・スノーデン

### アジア
- アウンサン
- エミリオ・アギナルド
- 金九
- 金日成
- 瞿秋白
- 黄興
- 秋瑾
- 朱徳
- スカルノ
- ダムディン・スフバートル
- 洪秀全
- 柳寛順
- 梁啓超
- 孫文
- 章炳麟
- 毛沢東
- 鄧小平
- ファン・ボイ・チャウ
- グエン・タイ・ホック
- ホー・チ・ミン
- プラチャンダ
- チャンドラ・ボース
- アンドレス・ボニファシオ
- カイソーン・ポムウィハーン
- ポル・ポト

### 中東
- アブ・ニダル
- アフマド・シャー・マスード
- ルーホッラー・ホメイニー
- アフマド・ヤースィーン

### アフリカ
- ガマル・ナセル
- ローラン・カビラ
- アミルカル・カブラル
- トーマス・サンカラ
- アゴスティニョ・ネト
- スティーヴ・ビコ
- フランツ・ファノン
- ベン・ベラ
- ネルソン・マンデラ
- アンドリー・ラジョエリナ
- パトリス・ルムンバ
- ムアマル・カダフィ

### オセアニア
- シティベニ・ランブカ
- ジョージ・スペイト
- フランク・バイニマラマ
- ジュリアン・アサンジ

## 日本の著名な革命家
- 織田信長
- 平将門
- 藤原純友
- 後醍醐天皇
- 安藤昌益
- 大塩平八郎
- 坂本龍馬
- 久坂玄瑞
- 高杉晋作
- 木戸孝允
- 西郷隆盛
- 大久保利通
- 幸徳秋水
- 片山潜
- 大杉栄
- 北一輝
- 徳田球一